# Elegáns gébicskotinga
Az elegáns gébicskotinga (Laniisoma elegans) a madarak (Aves) osztályának a verébalakúak (Passeriformes) rendjéhez, ezen belül a Tityridae családjához tartozó Laniisoma nem egyetlen faja.

## Előfordulása
Bolívia, Brazília, Kolumbia, Ecuador, Peru és Venezuela területén honos. Páradús erdőkben él, patakok közelében.

## Alfajai
- Laniisoma elegans buckleyi – (P. L. Sclater & Salvin, 1880)
- Laniisoma elegans cadwaladeri – (Carriker, 1936)
- Laniisoma elegans elegans – (Thunberg, 1823)
- Laniisoma elegans venezuelense – (Phelps & Gilliard, 1941)

## Életmódja
Tápláléka gyümölcsökből és rovarokból áll.